# ژان-ژاک لامبوله
ژان-ژاک لامبوله (انگلیسی: Jean-Jacques Lamboley؛ ۱۰ اوت ۱۹۲۰ – ۲۰ ژوئیه ۱۹۹۹) ورزشکار دوچرخه‌سواری پیست اهل فرانسه بود.او در این رشته دو عنوان کشوری در سال های 1947 و 1948 و همچنین مسابقات قهرمانی جهانی موتور گام UCI در سال 1948 به دست آورد.
وی در مسابقات کشوری و بین‌المللی در مجموع برندهٔ ۱ مدال طلا، ۱ مدال نقره شده‌است.